# La costa del silencio
La costa del silencio es el séptimo sencillo de Mägo de Oz y el primero del álbum Gaia. 
Fue escrito por Txus Di Fellatio. Trata sobre la protección del medio ambiente, haciendo referencia al accidente del petrolero Prestige en las costas gallegas.

## Lista de canciones
| N.º  | Título                  | Duración |  |
| 1.   | «La costa del silencio» | 4:40     |  |
| 4:40 |                         |          |  |